# Стара Весь (Пшасниський повіт)
Стара Весь (пол. Stara Wieś) — село в Польщі, у гміні Хожеле Пшасниського повіту Мазовецького воєводства.
Населення — 133 особи (2011).
У 1975-1998 роках село належало до Остроленцького воєводства.

## Демографія
Демографічна структура станом на 31 березня 2011 року:
|          | Загалом | Допрацездатний вік | Працездатний вік | Постпрацездатний вік |
| -------- | ------- | ------------------ | ---------------- | -------------------- |
| Чоловіки | 64      | 21                 | 32               | 11                   |
| Жінки    | 69      | 19                 | 38               | 12                   |
| Разом    | 133     | 40                 | 70               | 23                   |